# Lyons-la-Forêt
Lyons-la-Forêt é uma comuna francesa na região administrativa da Normandia, no departamento de Eure. Estende-se por uma área de 26,96 km². Em 2010 a comuna tinha 723 habitantes (densidade: 26,8 hab./km²).
Pertence à rede das As mais belas aldeias de França.